# Gastón del Castillo
Gastón del Castillo Agüero (10 de junio de 1997; Avellaneda, Buenos Aires, Argentina) es un futbolista argentino que juega en la posición de delantero. Es hermano de los también futbolistas Mauricio Del Castillo y Sergio Agüero.

## Trayectoria
Formado en las divisiones inferiores de Independiente, fue promovido al equipo profesional en el primer semestre de 2016, haciendo su debut en abril de ese año, en un partido ante San Lorenzo correspondiente a la fecha 13 del Campeonato de Primera División 2016. En esa ocasión ingresó como sustituto de Leandro Fernández.
Poco después, en agosto de 2016, fue cedido al Cádiz CF de la Segunda División de España. Sin embargo a mitad de temporada fue desafectado del equipo y asignado al Cádiz B, equipo de la División de Honor Andaluza.
En julio de 2017, ya de regreso en la Argentina, Del Castillo fue cedido a préstamo a Arsenal de Sarandí por un año. De todos modos en enero del año siguiente el jugador retornó a Independiente sin haber jugado oficialmente en el equipo de Sarandí. 
En agosto de 2018 el club rosarino Newell's Old Boys decidió ofrecerle un contrato. Ese sería su tercer equipo en la Primera División de Argentina, pero, al igual que en su experiencia anterior con Arsenal de Sarandí, el delantero no sumaría minutos durante la temporada y rescindiría su contrato prematuramente.
Después de varios meses de inactividad -y de haber sido investigado y absuelto en un caso por abuso sexual-, en agosto de 2019 dejaría el país con rumbo a México, fichado por el Saltillo FC de la Liga Premier de Ascenso. Aunque en noviembre dejó el equipo, el argentino no volvería a su país hasta 2021, registrando en ese periodo pasos por el Avilés Industrial FC de la Primera A de Tarija en Bolivia y el Olivenza FC de la Tercera División de España.
Fue anunciado como nuevo jugador de San Miguel en febrero de 2021. Sin embargo las lesiones le impidieron jugar en la B Metropolitana.
En junio de 2022 se anunció que se integraría al plantel de Talleres de Remedio de Escalada, otro club de la B Metropolitana, pero en agosto se alejó de allí para retornar a Independiente, que le planteó darle rodaje en el equipo de reserva.
En enero de 2023 el delantero estuvo a prueba en Barracas Central, pero finalmente no fue incorporado al equipo.
A partir de marzo de 2023 forma parte de Kunisports, un equipo de fútbol 7 que compite en la Kings League.

### Clubes
| Club                 | País      | Año  |
| -------------------- | --------- | ---- |
| Independiente        | Argentina | 2016 |
| Cádiz CF             | España    | 2016 |
| Cádiz B              | España    | 2017 |
| Arsenal              | Argentina | 2017 |
| Independiente        | Argentina | 2018 |
| Newell's Old Boys    | Argentina | 2018 |
| Saltillo FC          | México    | 2019 |
| Avilés Industrial FC | Bolivia   | 2020 |
| Olivenza FC          | España    | 2020 |
| San Miguel           | Argentina | 2021 |
| Talleres (RDE)       | Argentina | 2022 |

## Selección nacional
Del Castillo integró la selección de fútbol sub-20 de Argentina que compitió en el Torneo Internacional de Fútbol Sub-20 de la Alcudia de 2016.